# Altopiano messicano
L'Altopiano messicano, anticamente conosciuto come Altiplanicie Mexicana, è un vasto altopiano dal clima arido o semi-arido che occupa gran parte del Messico centro-settentrionale.
Si estende da nord dalla frontiera con gli Stati Uniti alla Fascia Vulcanica Trasversale, con un'altitudine media di 1.825 m s.l.m. ed è affiancato dalla Sierra Madre Occidental e dalla Sierra Madre Oriental. Una piccola catena montuosa dall'andamento est-ovest nello Stato di Zacatecas suddivide l'altopiano in due aree, dette Mesa del Norte e Mesa Central.
L'altopiano è per lo più coperto da deserti e arbusteti xerofili, con boschi di pino e querce che coprono le montagne circostanti e formano isole del cielo in alcune di esse. L'altopiano messicano è una delle sei distinte sezioni fisiografiche della Provincia geologica di Basin and Range, a sua volta parte della divisione fisiografica degli Altipiani intermontani.